# Tallison Teixeira
Tallison Teixeira da Silva (Vitória da Conquista, 7 de dezembro de 1999) é um lutador brasileiro de artes marciais mistas (MMA), que compete na divisão dos pesos-pesados do Ultimate Fighting Championship (UFC). Profissional desde 2021, Teixeira conquistou seu contrato com o UFC ao vencer por nocaute no primeiro round no programa Dana White's Contender Series. Em 5 de agosto de 2025, ele ocupa a 13ª colocação no ranking dos pesos-pesados do UFC.

## Biografia
Tallison Teixeira nasceu em Vitória da Conquista, no estado da Bahia, e iniciou sua trajetória nas artes marciais aos oito anos de idade, treinando jiu-jitsu brasileiro com o objetivo de melhorar sua saúde e aprender autodefesa. Como competidor amador na modalidade, conquistou três títulos brasileiros e dois campeonatos baianos, destacando-se no cenário amador nacional. Seu plano inicial era seguir carreira como atleta profissional de jiu-jitsu, mas acabou se desmotivando ainda na faixa-marrom. Foi então que recebeu uma oportunidade do treinador Laudelino “Lino” Barros, ex‑boxeador olímpico e medalhista de prata na categoria meio-pesado nos Jogos Pan‑Americanos de 1999, para migrar para as artes marciais mistas (MMA). Teixeira aceitou o convite e se mudou da Bahia para São José do Rio Preto, no interior de São Paulo, onde passou a treinar e competir em modalidades como muay thai e kickboxing, antes de estrear no MMA profissional.

## Carreira no MMA
Teixeira fez sua estreia no MMA profissional em 30 de outubro de 2021, durante o evento MF Fighters 6, realizado em São José do Rio Preto. Na ocasião, enfrentou o também estreante Carlos Sena e venceu por finalização no primeiro round, com um triângulo invertido com chave de braço.
Quase um mês depois, Teixeira realizou sua segunda luta profissional em 29 de novembro de 2021, no evento Pantanal Fight Championship 26, realizado em Costa Rica, no estado do Mato Grosso do Sul. Enfrentou Caio Rabelo e precisou de apenas 30 segundos para conquistar a vitória por nocaute técnico, após atordoar o adversário com um golpe em pé e encerrar o combate com uma sequência de socos.
No dia 3 de setembro de 2022, Teixeira enfrentou Fernando Kato no evento SFT 37, realizado em São Paulo. Demonstrando novamente seu poder de nocaute, Teixeira precisou de apenas 24 segundos para encerrar a luta com um nocaute após conectar um uppercut preciso que derrubou seu adversário.
Em 7 de outubro de 2023, Teixeira enfrentou Julio dos Santos no evento DFC 20, realizado em Campinas, São Paulo. Dando sequência à sua série de vitórias rápidas, venceu o combate por nocaute técnico ainda no início do primeiro round, após aplicar um chute seguido de uma sequência de golpes, obrigando o árbitro a interromper a luta.
Em 27 de janeiro de 2024, Teixeira fez sua estreia em um dos principais eventos de MMA do cenário internacional, o Legacy Fighting Alliance (LFA), na edição de número 175, realizada em Cajamar, São Paulo. Mantendo sua sequência de vitórias rápidas, venceu novamente no primeiro round. Após conectar um direto que derrubou seu oponente, que aparentou perder a consciência na queda, porém o árbitro permitiu a continuidade do combate, e Teixeira finalizou a luta com golpes no solo, vencendo por nocaute técnico.
Teixeira retornou ao LFA em 3 de maio de 2024, na edição 183. Ele venceu novamente por nocaute técnico após aplicar um chute na cabeça seguido de uma sequência de golpes, garantindo mais uma vitória por nocaute.

### Dana White's Contender Series
Teixeira foi escalado para competir na Semana 6 da 8ª temporada do Dana White's Contender Series, em 17 de setembro de 2024, contra o também prospecto brasileiro Arthur Lopes. Após um início de luta frenético, com diversos golpes trocados entre os lutadores, Teixeira venceu por nocaute no primeiro round ao aplicar um direto que derrubou Lopes. Em seguida, finalizou a luta com mais alguns golpes no chão, garantindo o nocaute e, consequentemente, recebeu um contrato do UFC das mãos de Dana White.

### Ultimate Fighting Championship
Teixeira foi escalado para enfrentar Łukasz Brzeski no UFC 310, em 7 de dezembro de 2024. No entanto, Teixeira se retirou da luta devido a uma lesão e foi substituído por Kennedy Nzechukwu.
Após conquistar seu contrato, Teixeira fez sua estreia no UFC contra Justin Tafa em 8 de fevereiro de 2025, no UFC 312. Ele precisou de uma cotovelada que quebrou o nariz de Tafa, seguida de uma sequência de golpes, para garantir a vitória por nocaute técnico em apenas 35 segundos de luta, conquistando também o bônus de Performance da Noite.
Teixeira enfrentou o ex-desafiante ao cinturão peso-pesado do UFC, Derrick Lewis, em sua segunda luta na organização e primeiro evento principal, no UFC on ESPN: Lewis vs. Teixeira, no dia 12 de julho de 2025. Ele perdeu a luta por nocaute técnico aos 35 segundos do primeiro round.

## Campeonatos e realizações
- Ultimate Fighting Championship
  - Performance da Noite (uma vez) vs. Justin Tafa[18]

## Cartel no MMA
| Cartel no MMA   |            |           |
| 9 lutas         | 8 vitórias | 1 derrota |
| Por nocaute     | 7          | 1         |
| Por finalização | 1          | 0         |

| Res.    | Cartel | Oponente           | Método                                               | Evento                           | Data       | Round | Tempo | Local                            | Notas                 |
| ------- | ------ | ------------------ | ---------------------------------------------------- | -------------------------------- | ---------- | ----- | ----- | -------------------------------- | --------------------- |
| Derrota | 8–1    | Derrick Lewis      | Nocaute Técnico (socos)                              | UFC on ESPN: Lewis vs. Teixeira  | 12/07/2025 | 1     | 0:35  | Nashville, Tennessee             |                       |
| Vitória | 8–0    | Justin Tafa        | Nocaute Técnico (joelhada no corpo e cotovela)       | UFC 312                          | 08/02/2025 | 1     | 0:35  | Sydney, Nova Gales do Sul        | Performance da Noite. |
| Vitória | 7–0    | Arthur Lopes       | Nocaute (socos)                                      | Dana White's Contender Series 72 | 17/09/2024 | 1     | 1:57  | Las Vegas, Nevada                |                       |
| Vitória | 6–0    | Matheus Fonseca    | Nocaute (chute na cabeça e socos)                    | LFA 183                          | 03/05/2024 | 1     | 1:55  | Rio de Janeiro                   |                       |
| Vitória | 5–0    | Arthur Fonseca     | Nocaute Técnico (socos)                              | LFA 175                          | 27/01/2024 | 1     | 3:31  | Cajamar, São Paulo               |                       |
| Vitória | 4–0    | Julio dos Santos   | Nocaute Técnico (socos)                              | Dominium FC 20                   | 07/10/2023 | 1     | N/A   | Campinas, São Paulo              |                       |
| Vitória | 3–0    | Fernando Kato      | Nocaute (soco)                                       | STF 37                           | 03/09/2022 | 1     | 0:24  | São Paulo                        |                       |
| Vitória | 2–0    | Caio Rabelo        | Nocaute (soco)                                       | Pantanal FC 26                   | 27/11/2021 | 1     | 0:30  | Costa Rica, Mato Grosso do Sul   |                       |
| Vitória | 1–0    | Carlos Victor Sena | Finalização (triângulo invertido com chave de braço) | MF Fighters 6                    | 30/10/2021 | 1     | 4:40  | São José do Rio Preto, São Paulo |                       |